# Jardín químico

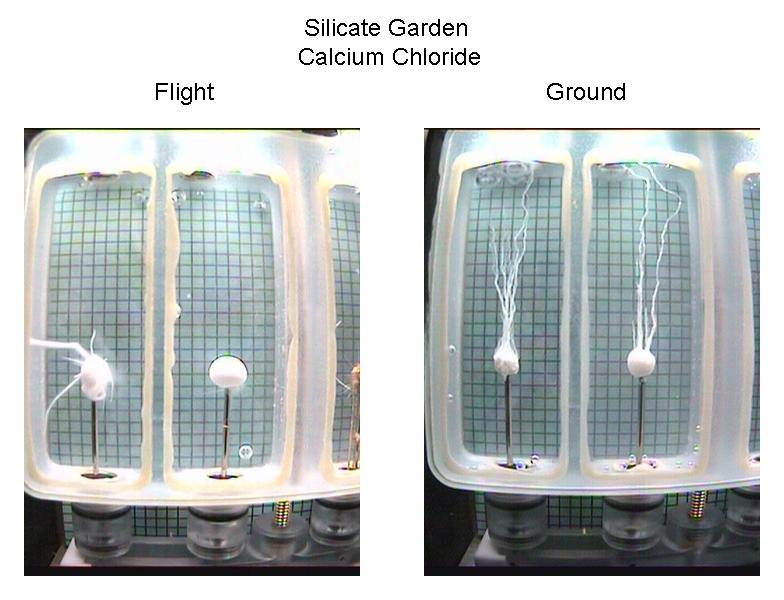
Comparación de jardines químicos crecidos por científicos de la NASA en la Estación Espacial Internacional (izquierda) y en la Tierra (derecha)

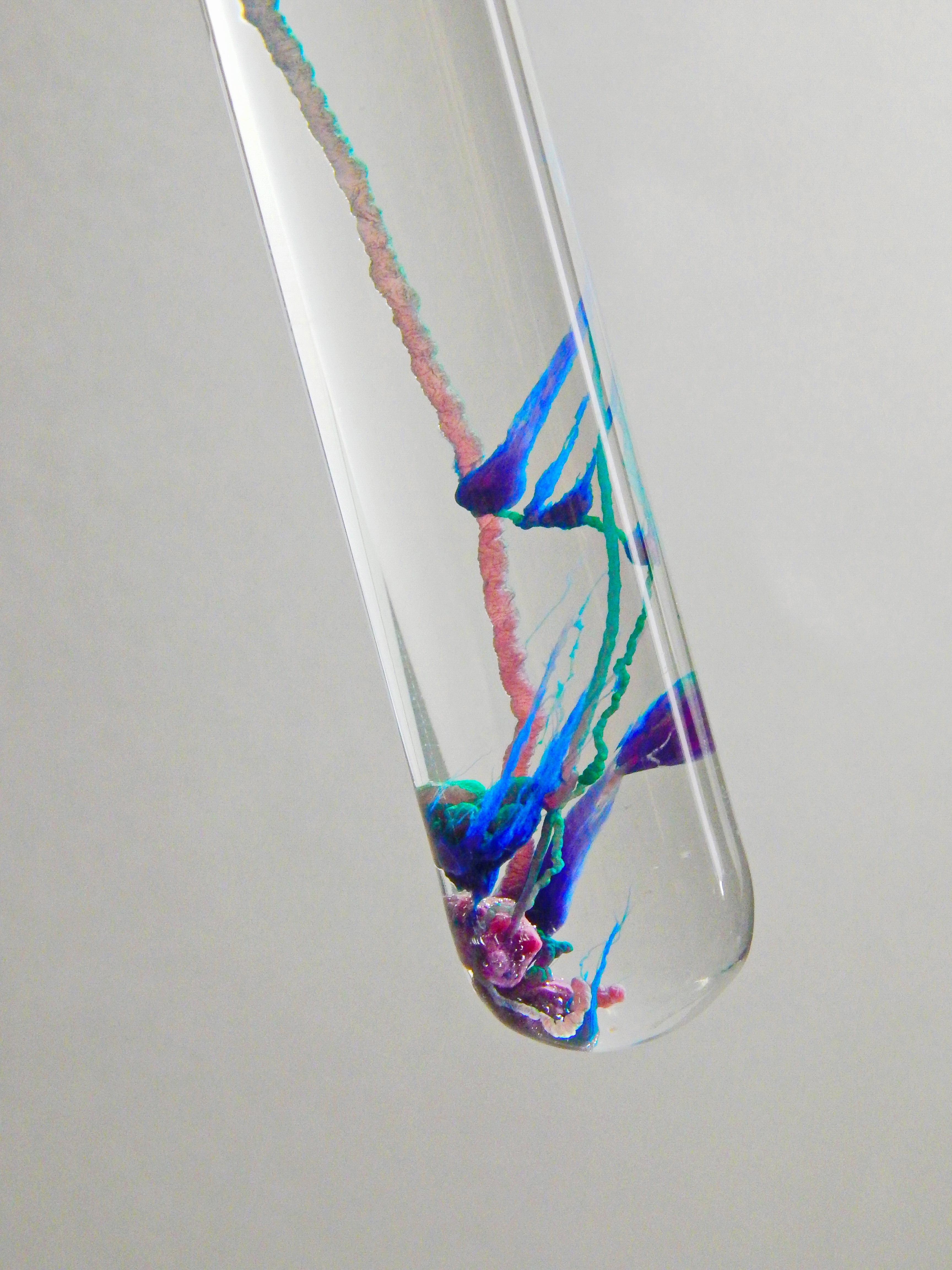
Cloruro de cobalto (II)

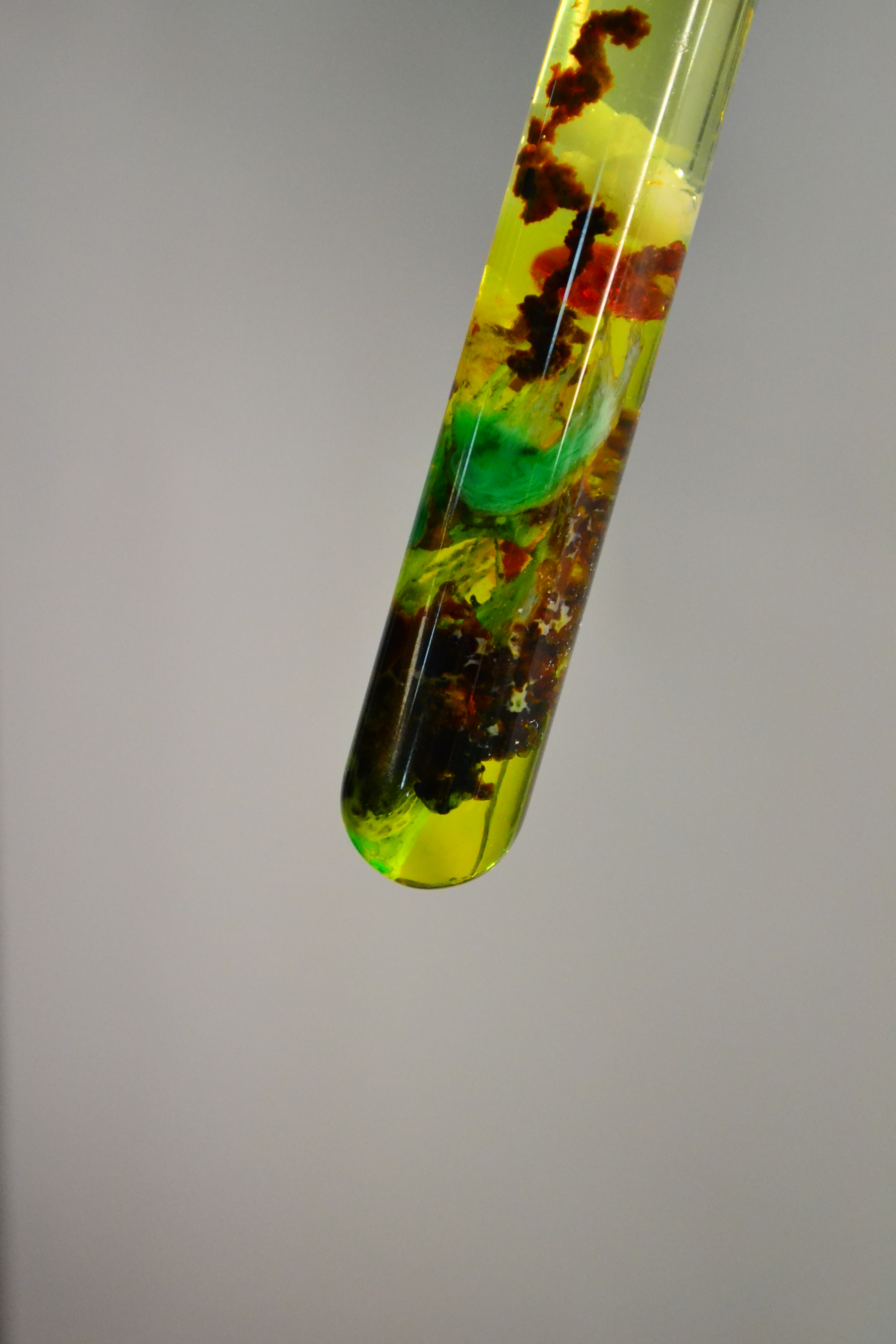
Un jardín químico

Un jardín químico es un conjunto de estructuras complejas de aspecto biológico que se forman tras mezclar productos químicos inorgánicos. Este experimento de química generalmente se realiza agregando sales metálicas, como sulfato de cobre o cloruro de cobalto (II), a una solución acuosa de silicato de sodio. Esto da como resultado el crecimiento de formas similares a plantas en minutos u horas.
El jardín químico fue observado y descrito por primera vez por Johann Rudolf Glauber en 1646. En su forma original, el jardín químico implicaba la introducción de cristales de cloruro ferroso (FeCl2) en una solución de silicato de potasio (K2SiO3).

## Proceso
El jardín químico se basa en que la mayoría de los silicatos de metales de transición son insolubles en agua y presentan diferentes colores.
Cuando se agrega una sal metálica, como el cloruro de cobalto, a una solución de silicato de sodio, comenzará a disolverse. Posteriormente, se formará silicato de cobalto insoluble mediante una reacción de doble desplazamiento. Este silicato de cobalto es una membrana semipermeable. Debido a que la concentración de iones dentro de la membrana es mayor que la de la solución de silicato de sodio, los efectos osmóticos aumentarán la presión dentro de la membrana. Esto hará que la membrana se rompa. Los cationes de cobalto reaccionarán con los aniones de silicato en este desgarro para formar un nuevo sólido. De esta forma se formarán crecimientos, que estarán coloreados (según el catión metálico) y podrán parecerse a estructuras vegetales.
La dirección habitual de crecimiento ascendente depende de que la densidad del fluido dentro de la membrana semipermeable de la "planta" sea menor que la de la solución de silicato sódico circundante. Si se utiliza una sal metálica que produce un fluido muy denso dentro de la membrana, el crecimiento es hacia abajo. Esto se debe a que todo el fluido dentro de la membrana es demasiado denso para flotar y, por lo tanto, ejerce una fuerza hacia abajo.
Una vez que ha cesado el crecimiento, la solución de silicato de sodio se puede eliminar mediante la adición continua de agua a un ritmo muy lento. Esto prolonga la vida del jardín.

## Sales más utilizadas
Algunas de las sales más utilizadas en un jardín químico incluyen:
- Sulfato de aluminio y potasio: blanco
- Sulfato de cobre (II): azul
- Cloruro de cromo (III): verde
- Sulfato de níquel (II): verde
- Sulfato de hierro (II): verde
- Cloruro de hierro (III): naranja
- Cloruro de cobalto (II): púrpura
- Cloruro de calcio: blanco
- Sulfato de zinc: blanco

## Usos prácticos
Si bien al principio el jardín químico puede parecer principalmente un juguete, se han realizado algunos trabajos serios sobre el tema. Por ejemplo, esta reacción química está relacionada con el fraguado del cemento Portland, la formación de fuentes hidrotermales y durante la corrosión de las superficies de acero en las que se pueden formar tubos insolubles.
La naturaleza del crecimiento de los tubos de silicato insoluble formados en los jardines químicos también es útil para comprender el comportamiento que se observa en fluidos separados por membranas, como, por ejemplo, el crecimiento de púas o gotas de hielo extruidas sobre la superficie helada del agua estancada.

## Paleontología
Si las condiciones son buenas, los jardines químicos también pueden darse en la naturaleza. Hay pruebas paleontológicas de que estos jardines químicos pueden fosilizarse. Estos pseudofósiles pueden resultar muy difíciles de distinguir de los organismos fosilizados. De hecho, algunos de los supuestos fósiles de vida más antiguos podrían ser jardines químicos fosilizados.
La mezcla de partículas ricas en hierro con líquidos alcalinos, que contienen silicato o carbonato, ha creado estructuras de apariencia biológica. Estas estructuras pueden parecer biológicas y/o fósiles. Según los investigadores, "reacciones químicas como estas se han estudiado durante cientos de años, pero no se había demostrado previamente que imitaran estas pequeñas estructuras ricas en hierro dentro de las rocas. Estos resultados exigen reexaminar muchos ejemplos antiguos del mundo real para ver si es más probable que sean fósiles o depósitos minerales no biológicos".
El estudio de los jardines químicos permitirá distinguir las estructuras biológicas, incluidos los fósiles, de las estructuras no biológicas en el planeta Marte.